# Laeken
Laeken – północno-zachodnia dzielnica Brukseli, stolicy Belgii.
W dzielnicy znajdują się m.in.: Atomium, Brupark (brukselski park rozrywki), Brussels Expo (brukselskie hale targowe i wystawiennicze), Mini Europa i kinopleks. W pobliżu znajdują się też ogrody królewskie i Zamek Królewski Laeken - siedziba Alberta II Koburga. Nieco dalej na północny wschód znajdują się Pawilon Chiński i Wieża Japońska.

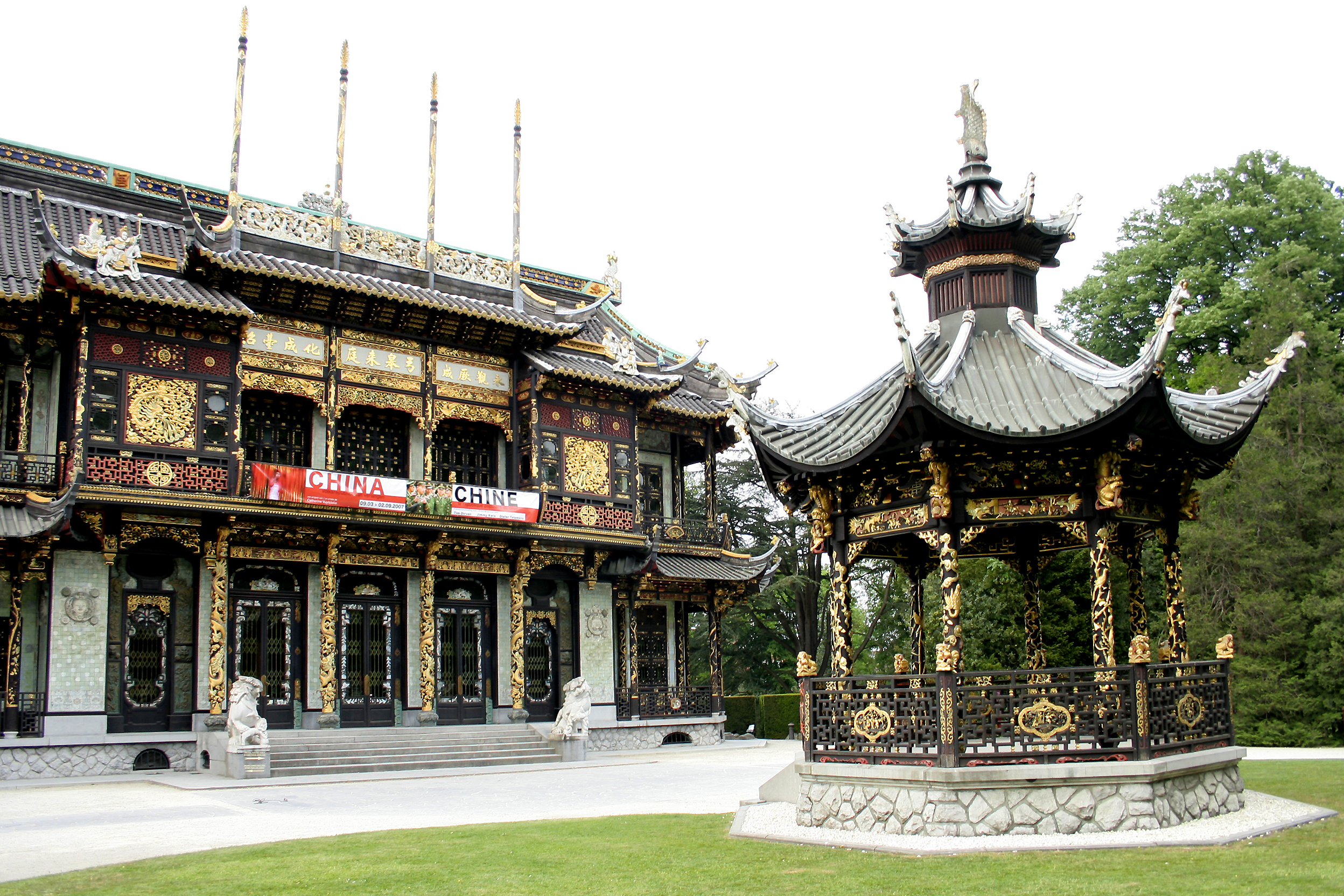
Pawilon Chiński